# هوي ماكفي
هوي ماكفي هو عداء سريع كندي، ولد في 11 مايو 1916 في فانكوفر في كندا، وتوفي في 29 نوفمبر 1940.

## وصلات خارجية
- هوي ماكفي على موقع أوليمبيديا (الإنجليزية)